# Чемпіонат СРСР з футболу 1990 (вища ліга)
Сезон 1990 року у вищій лізі чемпіонату СРСР з футболу — 53-й та передостанній в історії турнір у вищому дивізіоні футбольної першості Радянського Союзу. Тривав з 1 березня по 20 жовтня 1990 року.
Участь у змаганні мали узяти 16 команд, однак напередодні його початку з політичних причин від участі у турнірі відмовилися представники Грузинської РСР «Динамо» (Тбілісі) та «Гурія» (Ланчхуті), тож чемпіонат розпочався за участі 14 команд. Згодом, відігравши лише першу гру у турнірі, приклад грузинських команд взяв й представник Литовської РСР вільнюський «Жальгіріс». Результат проведеного цією командою матчу було анульовано, боротьбу за медалі першості продовжили 13 команд.
Волгоградський «Ротор», який зайняв останнє місце у підсумковій турнірній таблиці, проводив перехідний турнір за право продовжити наступного року боротьбу у вищій лізі проти представника першої ліги, московського «Локомотива», який за підсумком цього турніру виявився сильнішим.
Переможцем сезону стала команда «Динамо» (Київ), для якої ця перемога у чемпіонаті стала 13-ю в історії. Таким чином, кияни випередили московських одноклубників та встановили абсолютний рекорд за кількістю чемпіонських титулів СРСР.
| Чемпіон СРСР 1990          |
| -------------------------- |
| «Динамо» (Київ) 13-й титул |

## Підсумкова таблиця
| М       | Команда               | І  | В  | Н  | П  | М     | О  | УЄФА |
| ------- | --------------------- | -- | -- | -- | -- | ----- | -- | ---- |
|         | «Динамо» (Київ)       | 24 | 14 | 6  | 4  | 44-20 | 34 | КЧ   |
|         | ЦСКА (Москва)         | 24 | 13 | 5  | 6  | 43-26 | 31 | КК   |
|         | «Динамо» (Москва)     | 24 | 12 | 7  | 5  | 27-24 | 31 | КУ   |
| 4       | «Торпедо» (Москва)    | 24 | 13 | 4  | 7  | 28-24 | 30 | КУ   |
| 5       | «Спартак» (Москва)    | 24 | 12 | 5  | 7  | 39-26 | 29 | КУ   |
| 6       | «Дніпро» (Дніпро)     | 24 | 11 | 6  | 7  | 39-26 | 28 |      |
| 7       | «Арарат» (Єреван)     | 24 | 8  | 7  | 9  | 25-23 | 23 |      |
| 8       | «Шахтар» (Донецьк)    | 24 | 6  | 10 | 8  | 23-31 | 22 |      |
| 9       | «Чорноморець» (Одеса) | 24 | 8  | 3  | 13 | 23-29 | 19 |      |
| 10      | «Памір» (Душанбе)     | 24 | 7  | 4  | 13 | 26-34 | 18 |      |
| 11      | «Металіст» (Харків)   | 24 | 5  | 8  | 11 | 13-28 | 18 |      |
| 12      | «Динамо» (Мінськ)     | 24 | 6  | 3  | 15 | 20-34 | 15 |      |
| 13      | «Ротор» (Волгоград)   | 24 | 4  | 6  | 14 | 14-39 | 14 |      |
| Відмова | «Жальгіріс» (Вільнюс) |    |    |    |    |       |    |      |

## Бомбардири
12 — Олег Протасов («Динамо» К), Валерій Шмаров («Спартак»)
10 — Едуард Сон («Дніпро»)

## Медалісти
Гравці команд-призерів, які взяли участь щонайменше в половині матчів, отримали медалі.
 «Динамо» (Київ): Віктор Чанов, Сергій Шматоваленко, Олег Кузнецов, Ахрік Цвейба, Сергій Заєць, Анатолій Дем'яненко, Олег Лужний, Геннадій Литовченко, Василь Рац, Іван Яремчук, Олег Саленко, Олег Протасов, Сергій Юран.
 ЦСКА (Москва): Михайло Єрьомін, Дмитро Бистров, Дмитро Галямін, Сергій Фокін, Сергій Колотовкін, Олег Малюков, Віктор Янушевський, Валерій Брошин, Дмитро Кузнецов, Володимир Татарчук, Михайло Колесников, Олег Сергєєв, Сергій Дмитрієв.
 «Динамо» (Москва): Олександр Уваров, Андрій Чернишов, Віктор Лосєв, Андрій Мох, Євген Долгов, Олексій Середа, Андрій Кобелєв, Ігор Скляров, Сергій Деркач, Євген Смертін, Ігор Добровольський, Сергій Кир'яков, Ігор Коливанов, Роман Пилипчук. 

## Ігри, голи
У чемпіонаті брали участь п'ять українських команд. Нижче наведений список гравців, які виходили на поле і забивали м'ячі у ворота суперників.
«Динамо» (Київ)
- Головний тренер — Лобановський Валерій Васильович, Пузач Анатолій Кирилович (з вересня)
- Тренери — Пузач Анатолій, Колотов Віктор Михайлович

| Гравець                            | Дата народження | Ігри     | Голи     |
| Воротарі                           | Воротарі        | Воротарі | Воротарі |
| ---------------------------------- | --------------- | -------- | -------- |
| Чанов Віктор Вікторович            | 21.07.59        | 21       | 14п      |
| Жидков Олександр Віталійович       | 16.03.65        | 4        | 6п       |
| Захисники                          |                 |          |          |
| Шматоваленко Сергій Сергійович     | 29.01.67        | 22       | 1        |
| Кузнецов Олег Володимирович        | 22.03.63        | 20       | 2        |
| Цвейба Ахрік Сократович            | 10.09.66        | 20       | 0        |
| Дем'яненко Анатолій Васильович     | 19.02.59        | 15       | 0        |
| Лужний Олег Романович              | 05.08.68        | 12       | 0        |
| Анненков Андрій Михайлович         | 21.01.69        | 8        | 0        |
| Безсонов Володимир Васильович      | 05.03.58        | 7        | 1        |
| Баль Андрій Михайлович             | 16.02.58        | 4        | 0        |
| Деркач Борис Юрійович              | 14.01.64        | 3        | 2        |
| Алексаненков Андрій Миколайович    | 27.03.69        | 3        | 0        |
| Мороз Юрій Леонтійович             | 08.08.70        | 1        | 0        |
| Півзахисники                       |                 |          |          |
| Литовченко Геннадій Володимирович  | 11.09.63        | 24       | 6        |
| Рац Василь Карлович                | 25.03.61        | 21       | 2        |
| Яремчук Іван Іванович              | 19.03.62        | 18       | 2        |
| Заєць Сергій Анатолійович          | 18.08.69        | 17       | 1        |
| Ковалець Сергій Іванович           | 05.09.68        | 11       | 2        |
| Михайличенко Олексій Олександрович | 30.03.63        | 8        | 0        |
| Яковенко Павло Олександрович       | 19.12.64        | 6        | 0        |
| Мороз Віктор Васильович            | 10.01.68        | 1        | 0        |
| Нападники                          |                 |          |          |
| Саленко Олег Анатолійович          | 25.10.69        | 21       | 4        |
| Протасов Олег Валерійович          | 04.02.64        | 16       | 12       |
| Юран Сергій Миколайович            | 11.06.69        | 13       | 9        |

«Дніпро»
- Головний тренер — Кучеревський Євген Мефодійович
- Тренери — Колтун Леонід Якович, Лисенко Олександр Петрович

| Гравець                          | Дата народження | Ігри     | Голи     |
| Воротарі                         | Воротарі        | Воротарі | Воротарі |
| -------------------------------- | --------------- | -------- | -------- |
| Городов Валерій Васильович       | 14.02.61        | 14       | 19п      |
| Краковський Сергій Вікторович    | 11.08.60        | 10       | 7п       |
| Захисники                        |                 |          |          |
| Сидельников Андрій Анатолійович  | 27.09.67        | 20       | 2        |
| Геращенко Володимир Васильович   | 27.04.68        | 19       | 0        |
| Яровенко Євген Вікторович        | 17.08.62        | 18       | 1        |
| Беженар Сергій Миколайович       | 09.08.70        | 16       | 0        |
| Бенько Олег Іванович             | 21.10.69        | 15       | 0        |
| Мамчур Сергій Миколайович        | 03.02.72        | 9        | 0        |
| Червоний Олександр Володимирович | 01.09.61        | 9        | 0        |
| Горілий Володимир Іванович       | 11.10.65        | 4        | 0        |
| Буц Петро Миколайович            | 02.07.66        | 2        | 0        |
| Куліш Юрій Петрович              | 22.08.63        | 1        | 0        |
| Півзахисники                     |                 |          |          |
| Кудрицький Микола Іванович       | 06.10.62        | 24       | 9        |
| Багмут Володимир Миколайович     | 21.02.62        | 23       | 3        |
| Юдін Андрій Вікторович           | 28.06.67        | 23       | 1        |
| Тищенко Вадим Миколайович        | 24.03.63        | 21       | 4        |
| Жидков Олександр Валентинович    | 09.04.66        | 13       | 0        |
| Смолянінов Олег Олексійович      | 05.01.59        | 6        | 0        |
| Ледяхов Ігор Анатолійович        | 22.05.68        | 5        | 1        |
| Плотников Валерій Вікторович     | 12.06.62        | 1        | 0        |
| Похлебаєв Євген Васильович       | 25.11.71        | 1        | 0        |
| Сасько Олексій Вікторович        | 17.10.70        | 1        | 0        |
| Нападники                        |                 |          |          |
| Сон Едуард Васильович            | 18.08.64        | 23       | 10       |
| Гудименко Юрій Аркадійович       | 10.03.66        | 18       | 0        |
| Шахов Євген Сергійович           | 06.07.62        | 11       | 7        |
| Москвін Валентин Артурович       | 08.01.68        | 2        | 0        |
| Коновалов Сергій Борисович       | 01.03.72        | 1        | 0        |

«Шахтар»
- Головний тренер — Яремченко Валерій Іванович
- Тренер — Дрозденко Олексій Митрофанович

| Гравець                         | Дата народження | Ігри     | Голи     |
| Воротарі                        | Воротарі        | Воротарі | Воротарі |
| ------------------------------- | --------------- | -------- | -------- |
| Ковтун Андрій Олександрович     | 28.02.68        | 15       | 15п      |
| Єлінскас Валентин Вацловасович  | 15.08.58        | 5        | 4п       |
| Шиповський Сергій Володимирович | 02.01.65        | 5        | 12п      |
| Захисники                       |                 |          |          |
| Євсєєв Василь Аркадійович       | 30.08.62        | 23       | 2        |
| Сопко Олександр Олександрович   | 11.05.58        | 23       | 0        |
| Драгунов Євген Іванович         | 13.02.64        | 22       | 0        |
| Ященко Сергій Володимирович     | 25.06.59        | 20       | 2        |
| Гошкодеря Валерій Анатолійович  | 01.11.59        | 6        | 0        |
| Мазур Василь Миколайович        | 23.05.70        | 3        | 0        |
| Гуляєв Юрій Іванович            | 25.08.63        | 1        | 0        |
| Півзахисники                    |                 |          |          |
| Петров Ігор Григорович          | 30.01.64        | 23       | 4        |
| Леонов Ігор Іванович            | 14.09.67        | 22       | 0        |
| Онопко Віктор Савелійович       | 14.10.69        | 21       | 0        |
| Столовицький Ігор Михайлович    | 29.08.69        | 17       | 0        |
| Канчельскіс Андрій Антанасович  | 23.01.69        | 16       | 2        |
| Погодін Сергій Анатолійович     | 29.04.68        | 6        | 1        |
| Циганков Сергій Анатолійович    | 08.05.66        | 4        | 1        |
| Юрченко Володимир Едуардович    | 22.01.62        | 3        | 1        |
| Раденко Анатолій Григорович     | 03.08.59        | 1        | 0        |
| Нападники                       |                 |          |          |
| Кобозєв Олексій Володимирович   | 13.04.67        | 23       | 4        |
| Грачов Віктор Олександрович     | 17.09.56        | 23       | 1        |
| Щербаков Сергій Геннадійович    | 15.08.71        | 17       | 5        |
| Ателькін Сергій Валерійович     | 08.01.72        | 5        | 0        |
| Зейберліньш Арманд Янович       | 13.08.65        | 3        | 0        |

«Чорноморець»
- Головний тренер — Прокопенко Віктор Євгенович
- Начальник команди — Лещук В'ячеслав Михайлович
- Тренери — Скрипник Олександр Миколайович, Фейдман Віталій Менделейович

| Гравець                         | Дата народження | Ігри    | Голи    |
| Воротар                         | Воротар         | Воротар | Воротар |
| ------------------------------- | --------------- | ------- | ------- |
| Гришко Віктор Васильович        | 02.11.61        | 24      | 29п     |
| Захисники                       |                 |         |         |
| Спіцин Олександр Сергійович     | 22.08.63        | 21      | 1       |
| Іщак Василь Євгенович           | 05.04.55        | 20      | 0       |
| Пучков Сергій Валентинович      | 17.04.62        | 19      | 1       |
| Кузнецов Сергій Васильович      | 01.01.63        | 16      | 1       |
| Третяк Сергій Володимирович     | 07.09.63        | 9       | 0       |
| Куліш Юрій Петрович             | 22.08.63        | 6       | 0       |
| Телесненко Андрій Васильович    | 12.04.66        | 6       | 0       |
| Смотрич Юрій Іванович           | 05.07.62        | 2       | 0       |
| Півзахисники                    |                 |         |         |
| Цимбалар Ілля Володимирович     | 17.06.69        | 24      | 3       |
| Єрьомін Володимир Юрійович      | 18.12.65        | 20      | 2       |
| Шелепницький Юрій Григорович    | 08.01.65        | 20      | 0       |
| Никифоров Юрій Валерійович      | 16.09.70        | 17      | 0       |
| Імреков Олег Євгенович          | 10.07.62        | 13      | 1       |
| Никифоров Олександр Валерійович | 18.10.67        | 11      | 0       |
| Савельєв Ігор Володимирович     | 18.09.62        | 8       | 1       |
| Нападники                       |                 |         |         |
| Кондратьєв Георгій Петрович     | 07.01.60        | 22      | 6       |
| Гецко Іван Михайлович           | 06.04.68        | 21      | 5       |
| Гусєв Сергій Євгенійович        | 01.07.67        | 11      | 2       |
| Щербаков Олександр Іванович     | 31.07.60        | 9       | 0       |
| Королянчук Валерій Степанович   | 15.10.65        | 7       | 0       |

«Металіст»
- Головний тренер — Ткаченко Леонід Іванович
- Тренери — Арістов Віктор Олександрович, Довбій Олександр Петрович, Удовенко Віктор Михайлович

| Гравець                        | Дата народження | Ігри     | Голи     |
| Воротарі                       | Воротарі        | Воротарі | Воротарі |
| ------------------------------ | --------------- | -------- | -------- |
| Дудка Валерій Олександрович    | 01.10.64        | 12       | 14п      |
| Кутепов Ігор Миколайович       | 17.12.65        | 9        | 11п      |
| Помазун Олександр Васильович   | 11.10.71        | 3        | 3п       |
| Захисники                      |                 |          |          |
| Сусло Віктор Володимирович     | 15.01.61        | 21       | 0        |
| Щербак Володимир Миколайович   | 02.09.59        | 19       | 1        |
| Яловський Віктор Михайлович    | 01.08.65        | 17       | 0        |
| Панчишин Іван Миколайович      | 15.06.61        | 16       | 1        |
| Колоколов Руслан Миколайович   | 11.03.66        | 16       | 0        |
| Пець Роман Васильович          | 21.06.69        | 13       | 2        |
| Ланцфер Ярослав Йосипович      | 28.10.66        | 10       | 0        |
| Касторний Олег Вікторович      | 29.08.70        | 1        | 0        |
| Півзахисники                   |                 |          |          |
| Деревинський Олег Михайлович   | 17.07.66        | 21       | 0        |
| Ралюченко Сергій Петрович      | 13.11.62        | 20       | 1        |
| Іванов Олександр Михайлович    | 23.11.65        | 18       | 0        |
| Баранов Олександр Іванович     | 29.04.60        | 17       | 0        |
| Хомуха Дмитро Іванович         | 23.08.69        | 16       | 0        |
| Якубовський Ігор Кузьмич       | 29.01.60        | 13       | 0        |
| Медвідь В'ячеслав Йосипович    | 28.08.65        | 11       | 1        |
| Канищев Олександр Васильович   | 08.05.60        | 4        | 0        |
| Карпонай Адальберт Тиберійович | 18.04.66        | 1        | 0        |
| Нападники                      |                 |          |          |
| Єсипов Олександр Геннадійович  | 14.10.65        | 17       | 1        |
| Призетко Олександр Сергійович  | 31.01.71        | 11       | 4        |
| Тарасов Юрій Іванович          | 05.04.60        | 11       | 2        |
| Ніченко Ігор Григорович        | 18.04.71        | 11       | 0        |
| Кандауров Сергій Вікторович    | 02.12.72        | 2        | 0        |

## Матчі
| Дата       | Тур | Команда 1          | Рахунок   | Команда 2          |
| ---------- | --- | ------------------ | --------- | ------------------ |
| 01.03.1990 | 1   | «Дніпро» Д         | 3:1 (2:1) | «Ротор»            |
| 04.03.1990 | 1   | ЦСКА М             | 4:0 (3:0) | «Шахтар» Д         |
| 05.03.1990 | 1   | «Арарат»           | 1:3 (0:2) | «Спартак» (Москва) |
| 05.03.1990 | 1   | «Динамо» М         | 1:2 (0:1) | «Торпедо» М        |
| 05.03.1990 | 1   | «Памір»            | 1:1 (0:1) | «Динамо» К         |
| 05.03.1990 | 1   | «Чорноморець»      | 3:1 (3:0) | «Динамо» Мн        |
| 09.03.1990 | 2   | «Арарат»           | 0:0       | «Металіст»         |
| 09.03.1990 | 2   | «Динамо» М         | 1:1 (0:0) | «Ротор»            |
| 09.03.1990 | 2   | «Памір»            | 2:1 (0:1) | «Шахтар» Д         |
| 09.03.1990 | 2   | ЦСКА М             | 1:1 (0:0) | «Динамо» К         |
| 09.03.1990 | 2   | «Чорноморець»      | 1:0       | «Жальгіріс»        |
| 12.03.1990 | 2   | «Дніпро» Д         | 1:0 (1:0) | «Торпедо» М        |
| 16.03.1990 | 3   | «Динамо» Мн        | 2:0 (0:0) | «Дніпро» Д         |
| 16.03.1990 | 3   | «Спартак» (Москва) | 5:4 (3:2) | ЦСКА М             |
| 17.03.1990 | 3   | «Динамо» К         | 1:0 (1:0) | «Арарат»           |
| 17.03.1990 | 3   | «Металіст»         | 1:1 (0:1) | «Памір»            |
| 17.03.1990 | 3   | «Торпедо» М        | 1:0 (1:0) | «Чорноморець»      |
| 24.03.1990 | 4   | «Динамо» Мн        | 0:0       | «Динамо» М         |
| 24.03.1990 | 4   | «Металіст»         | 0:1 (0:1) | ЦСКА М             |
| 24.03.1990 | 4   | «Ротор»            | 0:2 (0:1) | «Чорноморець»      |
| 24.03.1990 | 4   | «Спартак» (Москва) | 1:0 (1:0) | «Памір»            |
| 24.03.1990 | 4   | «Шахтар» Д         | 1:0 (0:0) | «Арарат»           |
| 31.03.1990 | 5   | «Дніпро» Д         | 1:1 (0:0) | «Спартак» (Москва) |
| 31.03.1990 | 5   | ЦСКА М             | 1:0 (1:0) | «Динамо» Мн        |
| 01.04.1990 | 5   | «Арарат»           | 3:0 (0:0) | «Ротор»            |
| 01.04.1990 | 5   | «Динамо» М         | 1:0 (1:0) | «Металіст»         |
| 01.04.1990 | 5   | «Чорноморець»      | 0:3 (0:1) | «Динамо» К         |
| 05.04.1990 | 6   | «Арарат»           | 0:1 (0:1) | «Торпедо» М        |
| 05.04.1990 | 6   | «Динамо» К         | 0:1 (0:0) | «Динамо» М         |
| 05.04.1990 | 6   | «Памір»            | 3:1 (1:1) | «Динамо» Мн        |
| 05.04.1990 | 6   | «Чорноморець»      | 1:0 (1:0) | «Спартак» (Москва) |
| 05.04.1990 | 6   | «Шахтар» Д         | 0:0       | «Дніпро» Д         |
| 09.04.1990 | 7   | «Металіст»         | 0:0       | «Дніпро» Д         |
| 09.04.1990 | 7   | «Торпедо» М        | 0:2 (0:2) | ЦСКА М             |
| 10.04.1990 | 7   | «Ротор»            | 1:0 (0:0) | «Памір»            |
| 10.04.1990 | 7   | «Спартак» (Москва) | 1:2 (0:0) | «Динамо» М         |
| 10.04.1990 | 7   | «Шахтар» Д         | 1:0 (1:0) | «Чорноморець»      |
| 13.04.1990 | 8   | «Дніпро» Д         | 1:0 (1:0) | «Динамо» К         |
| 13.04.1990 | 8   | «Торпедо» М        | 1:0 (1:0) | «Памір»            |
| 14.04.1990 | 8   | «Динамо» Мн        | 0:0       | «Арарат»           |
| 14.04.1990 | 8   | «Динамо» М         | 2:0 (1:0) | «Шахтар» Д         |
| 14.04.1990 | 8   | «Металіст»         | 1:0 (0:0) | «Чорноморець»      |
| 14.04.1990 | 8   | «Ротор»            | 0:1 (0:0) | ЦСКА М             |
| 21.04.1990 | 9   | «Арарат»           | 1:0 (1:0) | «Памір»            |
| 21.04.1990 | 9   | «Динамо» К         | 2:0 (1:0) | «Шахтар» Д         |
| 21.04.1990 | 9   | «Ротор»            | 2:2 (1:2) | «Торпедо» М        |
| 21.04.1990 | 9   | «Спартак» (Москва) | 6:0 (1:0) | «Металіст»         |
| 22.04.1990 | 9   | «Чорноморець»      | 1:0 (1:0) | «Дніпро» Д         |
| 29.04.1990 | 10  | «Металіст»         | 0:2 (0:2) | «Динамо» К         |
| 29.04.1990 | 10  | «Торпедо» М        | 2:1 (1:1) | «Динамо» Мн        |
| 29.04.1990 | 10  | ЦСКА М             | 0:1 (0:0) | «Арарат»           |
| 29.04.1990 | 10  | «Чорноморець»      | 2:3 (1:1) | «Динамо» М         |
| 29.04.1990 | 10  | «Шахтар» Д         | 0:0       | «Спартак» (Москва) |
| 04.05.1990 | 11  | «Динамо» М         | 1:0 (0:0) | «Дніпро» Д         |
| 06.05.1990 | 11  | «Динамо» Мн        | 3:1 (1:0) | «Ротор»            |
| 06.05.1990 | 11  | «Металіст»         | 1:1 (0:0) | «Шахтар» Д         |
| 06.05.1990 | 11  | «Памір»            | 0:2 (0:2) | ЦСКА М             |
| 06.05.1990 | 11  | «Спартак» (Москва) | 1:3 (1:0) | «Динамо» К         |
| 10.05.1990 | 12  | «Металіст»         | 1:0 (1:0) | «Ротор»            |
| 10.05.1990 | 12  | «Памір»            | 0:0       | «Чорноморець»      |
| 11.05.1990 | 12  | «Арарат»           | 2:2 (1:1) | «Дніпро» Д         |
| 11.05.1990 | 12  | «Спартак» (Москва) | 2:1 (0:1) | «Динамо» Мн        |
| 12.05.1990 | 12  | ЦСКА М             | 0:0       | «Динамо» М         |
| 13.05.1990 | 13  | «Ротор»            | 0:0       | «Динамо» К         |
| 14.05.1990 | 13  | «Торпедо» М        | 1:1 (1:0) | «Шахтар» Д         |
| 15.05.1990 | 13  | «Динамо» Мн        | 0:0       | «Металіст»         |
| 15.05.1990 | 13  | «Динамо» М         | 1:2 (0:2) | «Арарат»           |
| 15.05.1990 | 13  | «Дніпро» Д         | 4:1 (2:0) | «Памір»            |
| 11.07.1990 | 14  | «Памір»            | 2:0 (1:0) | «Динамо» М         |
| 11.07.1990 | 14  | ЦСКА М             | 2:0 (1:0) | «Чорноморець»      |
| 12.07.1990 | 14  | «Динамо» К         | 3:0 (1:0) | «Динамо» Мн        |
| 12.07.1990 | 14  | «Спартак» (Москва) | 2:0 (1:0) | «Торпедо» М        |
| 12.07.1990 | 14  | «Шахтар» Д         | 3:0 (3:0) | «Ротор»            |
| 16.07.1990 | 15  | «Динамо» Мн        | 2:0 (1:0) | «Шахтар» Д         |
| 16.07.1990 | 15  | «Дніпро» Д         | 2:2 (0:1) | ЦСКА М             |
| 16.07.1990 | 15  | «Ротор»            | 0:2 (0:1) | «Спартак» (Москва) |
| 16.07.1990 | 15  | «Торпедо» М        | 0:0       | «Металіст»         |
| 16.07.1990 | 15  | «Чорноморець»      | 1:0 (0:0) | «Арарат»           |
| 25.07.1990 | 16  | «Торпедо» М        | 1:0 (0:0) | «Ротор»            |
| 26.07.1990 | 16  | «Динамо» Мн        | 1:2 (0:1) | ЦСКА М             |
| 26.07.1990 | 16  | «Металіст»         | 0:1 (0:0) | «Динамо» М         |
| 26.07.1990 | 16  | «Спартак» (Москва) | 2:0 (1:0) | «Дніпро» Д         |
| 26.07.1990 | 16  | «Шахтар» Д         | 2:2 (1:1) | «Динамо» К         |
| 29.07.1990 | 17  | «Ротор»            | 0:0       | «Арарат»           |
| 30.07.1990 | 17  | «Динамо» Мн        | 1:2 (1:1) | «Торпедо» М        |
| 30.07.1990 | 17  | «Динамо» М         | 0:0       | «Динамо» К         |
| 30.07.1990 | 17  | «Дніпро» Д         | 3:0 (0:0) | «Металіст»         |
| 30.07.1990 | 17  | «Шахтар» Д         | 0:0       | «Памір»            |
| 31.07.1990 | 17  | «Спартак» (Москва) | 3:1 (1:0) | «Чорноморець»      |
| 04.08.1990 | 18  | «Динамо» М         | 3:2 (3:1) | «Чорноморець»      |
| 04.08.1990 | 5   | «Шахтар» Д         | 2:1 (1:0) | «Торпедо» М        |
| 08.08.1990 | 18  | «Динамо» К         | 2:1 (1:0) | «Дніпро» Д         |
| 08.08.1990 | 18  | «Спартак» (Москва) | 0:0       | «Шахтар» Д         |
| 09.08.1990 | 19  | «Динамо» М         | 0:0       | ЦСКА М             |
| 13.08.1990 | 18  | ЦСКА М             | 4:1 (2:0) | «Памір»            |
| 13.08.1990 | 19  | «Шахтар» Д         | 2:2 (1:2) | «Металіст»         |
| 16.08.1990 | 18  | «Арарат»           | 3:0 (2:0) | «Динамо» Мн        |
| 17.08.1990 | 19  | «Чорноморець»      | 3:1 (1:0) | «Памір»            |
| 21.08.1990 | 19  | «Динамо» К         | 3:0 (1:0) | «Ротор»            |
| 21.08.1990 | 19  | «Торпедо» М        | 2:1 (0:0) | «Арарат»           |
| 25.08.1990 | 12  | «Динамо» К         | 4:3 (3:0) | «Торпедо» М        |
| 25.08.1990 | 20  | «Дніпро» Д         | 1:1 (1:0) | «Арарат»           |
| 25.08.1990 | 20  | «Памір»            | 1:0 (1:0) | «Ротор»            |
| 25.08.1990 | 20  | «Чорноморець»      | 0:0       | ЦСКА М             |
| 25.08.1990 | 20  | «Шахтар» Д         | 1:0 (1:0) | «Динамо» Мн        |
| 01.09.1990 | 21  | «Арарат»           | 4:0 (1:0) | ЦСКА М             |
| 01.09.1990 | 21  | «Динамо» К         | 3:1 (2:1) | «Спартак» (Москва) |
| 01.09.1990 | 21  | «Дніпро» Д         | 5:1 (2:1) | «Динамо» М         |
| 01.09.1990 | 21  | «Ротор»            | 2:0 (2:0) | «Динамо» Мн        |
| 01.09.1990 | 21  | «Чорноморець»      | 0:1 (0:0) | «Торпедо» М        |
| 05.09.1990 | 22  | «Металіст»         | 1:0 (0:0) | «Динамо» Мн        |
| 05.09.1990 | 22  | «Торпедо» М        | 0:0       | «Динамо» К         |
| 05.09.1990 | 22  | «Чорноморець»      | 4:2 (1:0) | «Шахтар» Д         |
| 06.09.1990 | 22  | ЦСКА М             | 7:0 (3:0) | «Ротор»            |
| 09.09.1990 | 16  | «Арарат»           | 1:0 (0:0) | «Чорноморець»      |
| 09.09.1990 | 21  | «Памір»            | 1:0 (0:0) | «Металіст»         |
| 10.09.1990 | 19  | «Динамо» Мн        | 0:1 (0:1) | «Спартак» (Москва) |
| 14.09.1990 | 23  | ЦСКА М             | 1:2 (0:2) | «Дніпро» Д         |
| 15.09.1990 | 23  | «Динамо» К         | 2:0 (1:0) | «Металіст»         |
| 15.09.1990 | 23  | «Динамо» Мн        | 2:1 (2:1) | «Чорноморець»      |
| 15.09.1990 | 23  | «Памір»            | 3:2 (2:2) | «Арарат»           |
| 15.09.1990 | 23  | «Торпедо» М        | 1:0 (0:0) | «Спартак» (Москва) |
| 15.09.1990 | 23  | «Шахтар» Д         | 1:1 (0:0) | «Динамо» М         |
| 18.09.1990 | 18  | «Ротор»            | 1:2 (1:1) | «Металіст»         |
| 19.09.1990 | 25  | «Шахтар» Д         | 1:0 (1:0) | ЦСКА М             |
| 20.09.1990 | 22  | «Арарат»           | 1:2 (0:1) | «Динамо» М         |
| 23.09.1990 | 24  | ЦСКА М             | 3:1 (2:0) | «Торпедо» М        |
| 24.09.1990 | 24  | «Динамо» К         | 2:1 (1:1) | «Чорноморець»      |
| 24.09.1990 | 24  | «Дніпро» Д         | 4:2 (3:2) | «Шахтар» Д         |
| 24.09.1990 | 24  | «Металіст»         | 0:0       | «Арарат»           |
| 24.09.1990 | 24  | «Спартак» (Москва) | 0:0       | «Ротор»            |
| 25.09.1990 | 24  | «Динамо» М         | 2:1 (1:0) | «Памір»            |
| 28.09.1990 | 25  | «Динамо» К         | 3:1 (1:0) | «Памір»            |
| 28.09.1990 | 25  | «Дніпро» Д         | 3:1 (1:1) | «Динамо» Мн        |
| 28.09.1990 | 25  | «Металіст»         | 2:1 (0:0) | «Торпедо» М        |
| 28.09.1990 | 25  | «Спартак» (Москва) | 4:0 (3:0) | «Арарат»           |
| 29.09.1990 | 25  | «Чорноморець»      | 0:0       | «Ротор»            |
| 30.09.1990 | 20  | «Динамо» М         | 1:1 (0:0) | «Спартак» (Москва) |
| 07.10.1990 | 26  | «Динамо» К         | 4:1 (1:1) | ЦСКА М             |
| 07.10.1990 | 26  | «Динамо» М         | 1:0 (0:0) | «Динамо» Мн        |
| 07.10.1990 | 26  | «Дніпро» Д         | 2:0 (2:0) | «Чорноморець»      |
| 07.10.1990 | 26  | «Металіст»         | 0:1 (0:1) | «Спартак» (Москва) |
| 07.10.1990 | 26  | «Ротор»            | 3:2 (2:0) | «Шахтар» Д         |
| 07.10.1990 | 26  | «Памір»            | 0:1 (0:0) | «Торпедо» М        |
| 11.10.1990 | 27  | «Торпедо» М        | 3:1 (2:0) | «Динамо» М         |
| 13.10.1990 | 27  | «Арарат»           | 0:0       | «Шахтар» Д         |
| 13.10.1990 | 27  | «Динамо» Мн        | 3:2 (2:0) | «Динамо» К         |
| 13.10.1990 | 27  | «Ротор»            | 2:1 (0:0) | «Дніпро» Д         |
| 13.10.1990 | 27  | «Памір»            | 5:1 (4:0) | «Спартак» (Москва) |
| 13.10.1990 | 27  | ЦСКА М             | 3:2 (0:0) | «Металіст»         |
| 16.10.1990 | 22  | «Памір»            | 2:3 (1:3) | «Дніпро» Д         |
| 20.10.1990 | 28  | «Арарат»           | 2:1 (0:1) | «Динамо» К         |
| 20.10.1990 | 28  | «Динамо» Мн        | 1:0 (0:0) | «Памір»            |
| 20.10.1990 | 28  | «Ротор»            | 0:1 (0:0) | «Динамо» М         |
| 20.10.1990 | 28  | «Торпедо» М        | 1:0 (0:0) | «Дніпро» Д         |
| 20.10.1990 | 28  | ЦСКА М             | 2:1 (1:0) | «Спартак» (Москва) |
| 20.10.1990 | 28  | «Чорноморець»      | 1:0 (1:0) | «Металіст»         |